# Dohodový dub
Dohodový dub (francouzsky Le chêne de la Petite Entente) je památný strom, který roste v lánské oboře. Je památný v historickém smyslu, ochrana v souladu se zákonem č. 114/1992 Sb. vyhlášena nebyla (chráněný je jako součást CHKO Křivoklátsko).

## Základní údaje
- název: Dohodový dub[1][2], Dub dohody[3], Dub Malé dohody, Masarykův dub[1]

## Stav stromu a údržba
Strom v minulosti přišel o vrchní část kmene s korunou. Zůstalo pouze torzo kmene se dvěma původními větvemi, které obrostlo mladšími výhony.

## Historie a pověsti
Lánská obora se 21. července 1921 spolu se zámkem stala majetkem československého státu. Jelikož zámek sloužil jako letní sídlo prezidenta, byla obora využívána i k reprezentačním účelům pro zahraniční návštěvníky. Traduje se, že pod starým dubem podepsal prezident Masaryk roku 1922 (uváděno i 1924 nebo 1925) Malou dohodu za přítomnosti rumunského krále Karla II. (ten se ovšem stal králem až v roce 1930) nebo jugoslávského krále Alexandra.
Tomáš Garrigue Masaryk se u dubu scházel i s pátečníky, mezi něž patřil například Josef Čapek a Karel Čapek.

## Další zajímavosti
Dohodovému dubu byl věnován prostor v pořadu České televize Paměť stromů, konkrétně v dílu č. 8: Stromy královské. V jeho blízkosti byla natáčená i Rajská sonáta, sekvence z filmu Markéta Lazarová (1966–1967).

## Památné a významné stromy v okolí
- Zajícův dub
- Ploskovská kaštanka